# Видриця (річка)
Видриця (словац. Vydrica) — річка, права притока річки Дунай, протікає  в округах Пезінок і Братислава IV.
Довжина — 17 км.
Витік знаходиться в масиві Малі Карпати біля гори Білий Криж.
Впадає у Дунай в місті Братислава.